# Luftfrisker
Luftfriskere (også set navngivet: Duftfrisker, lugtfjerner, luftrenser, duftdispenser, duftblok, wc-frisker, duftblad, duft-spray, duftautomat, duftaggregat, aroma-spray, duft-krukke, duft-diskette, urinalfrisker, urinaltablet, urinalkage, urinalblok, urinalkugle, toiletdeo, duftpyramide, duftprodukt, duftmiddel, duftmaskine, lugtforbedring) er forbrugerprodukter som anvendes i hjem eller kommercielle produkter anvendt i venterum som typisk afgiver parfume.
Der er disse luftfrisker hovedtyper; vedvarende duftafgivelse og øjeblikkelig duftafgivelse:
- Vedvarende duftafgivelse: duftstearinlys og apparater som anvender et stearinlys eller en anden varmekilde som varmer og fordamper en parfume eller aromastofsammensætning.
- Øjeblikkelig duftafgivelse systemer er hovedsageligt aerosolspray eller dråbespredere.

Globalt salg af luftfriskere produkter er blevet estimeret til mere end 6 milliarder dollars i 2006 og forventes at nå 7,3 milliarder dollars i 2010.
Håndtering af (ubehagelige) lugte adresseres på forskellige måder:
- Adsorbtion: Adsorbenter som zeolit, aktiveret kul eller silica gel kan anvendes til at fjerne lugte.
- Receptor blokere: Disse er specielle kemiske stoffer som typisk afgives af rengøringsprodukter og voks som blokerer menneskers lugtesans for at kunne sanse bestemte lugte.
- Oxidation: ozon, hydrogenperoxid, peroxid; klorin, klorat og andre oxideringsagenter kan anvendes til at oxidere og dermed fjerne/omsætte organiske lugtkilder fra overflader og dermed fra luften.
- air sanitizer
- Maskering: Overtrumfe en lugt med en anden duft eller med en af de tidligere nævnte metoder.

## Ingredienser
De grundlæggende ingredienser i luftfriskere omfatter typisk formaldehyd, aerosol driver, petroleum distillater og p-dichlorobenzene. En rapport udgivet i 2005 af Bureau Européen des Unions de Consommateurs (BEUC) fandt at mange luftfrisker produkter udsender allergener og giftige luftforurenende stoffer inklusiv benzen, formaldehyd, terpener, styren, phtalater og toluen.
Forskning ved University of California fandt at de prominent reaktionsprodukter fra terpener (fra luftfriskere) og ozon omfatter formaldehyd, hydroxylradikal og sekundære organiske aerosoler.

## Giftighed
Mange luftfriskere anvender carcinogener, flygtige organiske forbindelser (VoC) og kendte toksiner såsom phhalat estere i deres formler. En Natural Resources Defense Council (NRDC) undersøgelse af 13 almindelige luftfriskere til hjem indeholdt kemikalier som forværrer astma og påvirker den reproduktive udvikling. NRDC anbefalede eftersyn af producenterne og deres produkter:
The study assessed scented sprays, gels, and plug-in air fresheners. Independent lab testing confirmed the presence of phthalates, or hormone-disrupting chemicals that may pose a particular health risk to babies and young children, in 12 of the 14 products—including those marked 'all natural.' None of the products had these chemicals listed on their labels.
Andre undersøgelser har også stillet spørgsmål vedrørende luftfriskerne.